# Bisdom Rieti
Het bisdom Rieti (Latijn: Dioecesis Reatina; Italiaans: Diocesi di Rieti) is een in Italië gelegen rooms-katholiek bisdom met zetel in de stad Rieti in de gelijknamige provincie. Het bisdom staat als immediatum onder rechtstreeks gezag van de Heilige Stoel.

## Geschiedenis
Het bisdom werd opgericht in de 5e eeuw en was direct als immediatum rechtstreeks verantwoording verschuldigd aan de Heilige Stoel. In 1309 raakte het bisdom een deel van het grondgebied kwijt aan het bisdom Città Ducale.

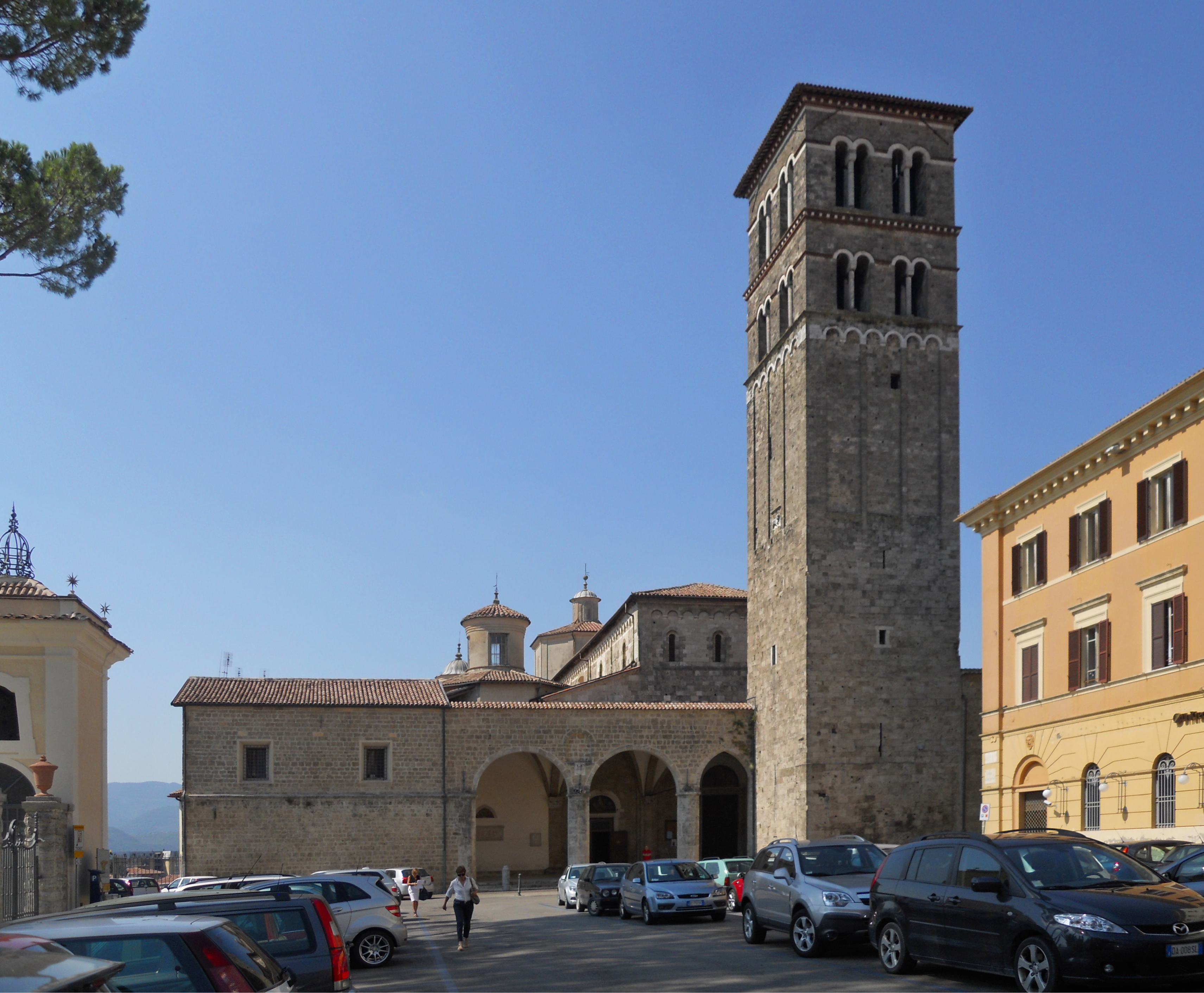
Kathedraal van Rieti